# خوسيه انخيل بوزو
خوسيه انخيل بوزو (بالإسبانية: José Ángel Pozo)‏ هو لاعب إسباني يَلعب لصالح نادي رايو فايكانو.

## حياته
ولد انخيل بوزو في في مدينة مالقة الأسبانية، انتقل انخيل بوزو إلى مدريد في سن ال11، ولعب لصالح نادي ريال مدريد للشباب لمُدة خمس سنوات، قبل أن يدفع نادي مانشستر سيتي 2400000 £ للتعاقد معه في وقت مبكر من عام 2012. الصفقة جلبت أيضاً على شقيقه الأصغر ايكر بوزو للعب لمانشستر سيتي على مستوى الأكاديمية.
لعب انخيل بوزو في مع النادي الإنجليزي في نادي الشباب تحت سن ال18 ، وكان أول موسم كامل له في انكلترا مثيرا للإعجاب، وتم ترشيحه لنيل جائزة لاعب السنة ولكن في موسمه الثاني كان قد اصيب في وقت مبكر في الكاحل التي حدت من مشاركاته إلى 9 مباريات فقط 2013-14. على الرغم من ذلك قال انه قدم انتعاش قوي وعاد للملعب تنمية الجانب النخبة تحت باتريك فييرا، حيث لفت الانتباه سريعا، كسب لنفسه تسمية «ميني-ميسي» (ميسي_المصغر) .
وجائت أول مشاركاته مع الفريق الأول يوم 24 سبتمبر عام 2014، عندما تعافى من الإصابات وانتقلت الإصابة إلى زملائه في الفريق سيرجيو أغويرو وستيفان يوفيتش المهاجمين وشارك كثاني أصغر لاعب في النادي لكأس رابطة الاندية الإنجليزية لكرة القدم وكانت مباراة الجولة الثالثة للنادي على أرضه أمام شيفيلد وينزداي. ودون اسمه كبديل وسط موجة من اهتمام الصحافة في أعقاب تصريحات مدربه مانويل بيليجريني على إمكانية ظهوره، وقد وجه بوزو الكرة في الدقيقة 64 ليايا توريه، ومانت النتيجة 4_0 ، في أول ظهور كبير له مع النادي. سجل بوزو أول هدف له في الدقيقة 88، الهدف السادس من فوز 7-0.
شارك بوزو في الدوري الإنجليزي الممتاز لأول مرة يوم 3 ديسمبر 2014 ضد سندرلاند في ملعب النور، في الدقيقة 33 بديلا عن سمير نصري وانتهت المباراة بالفوز لمانشستر سيتي بنتيجة 4-1.
يوم 13 ديسمبر، أدلى بوزو بداية ولايته الأولى لمانشستر سيتي، في الفوز 1-0 على مضيفه ليستر سيتي. كان قد تم ترقيته من مقاعد البدلاء بعد أن أصيب ادين دزيكو خلال الاحماء.

## روابط خارجية
- خوسيه انخيل بوزو على موقع الاتحاد الأوربي (الإنجليزية)
- خوسيه انخيل بوزو على موقع قاعدة بيانات كرة القدم.إي يو (الإنجليزية)
- خوسيه انخيل بوزو على موقع ليكيب (الفرنسية)
- خوسيه انخيل بوزو على موقع Soccerbase.com (لاعب) (الإنجليزية)
- خوسيه انخيل بوزو على موقع Soccerway.com (الإنجليزية)
- خوسيه انخيل بوزو على موقع عالم كرة القدم.نت (الإنجليزية)
- خوسيه انخيل بوزو على موقع AS.com (الإسبانية)